# Perissus dilatus
Perissus dilatus là một loài bọ cánh cứng trong họ Cerambycidae.